# Merkava
Merkava (în ebraică מרכבה) este un tanc mediu în dotarea armatei israeliene. Dezvoltarea tancului a început în 1973, intrând în serviciu în anul 1978. Au fost create patru variante de bază. Merkava a primit botezul focului în Războiul din Liban din 1982.
Prin proiectare s-a acordat atenție deosebită pentru:
- posibilitate de reparare rapidă a avariilor suferite în luptă
- capacitate bună de supraviețuire
- cost de producție mic
- performanțe bune pe teren neasfaltat
- protecția deosebită a echipajului (singurul motor de tanc din lume care este dispus în partea din față a tancului, apărând astfel echipajul, fiind de asemenea dotat cu o ușă în spate pentru ca în cazul în care tancul este lovit, echipajul să poată părăsi rapid tancul)
- ușa dispusă în spatele tancului permite accesul facil al echipajului sub tir inamic, putându-se folosi astfel și pentru evacuarea răniților.

Cu puțin înainte de începerea Războiului din Liban din 2006 linia de producție a tancului Merkava va fi oprită în patru ani.
Cu toate acestea, în 7 noiembrie 2006 Haaretz a raportat că Statul Major Israelian a declarat că „dacă este corect desfășurat în luptă, Merkava poate asigura echipajului său o protecție mai mare ca în trecut” și a revenit asupra deciziei de a opri producția tancului.
În data de 16 august 2013, ministrul apărării, Moshe Ya'alon a anunțat decizia de a relua producția tancului mediu Merkava.

## Origini
De la începuturile sale, armata israeliană a folosit tancuri, cum ar fi M4 Sherman, AMX-13, M48 Patton și Centurion.
Caracteristica principală a războaielor care implicau Israelul a fost mobilitatea mare ale unităților terestre. Unitățile de blindate au jucat un rol important atât în ofensivă cât și în contraatacuri. Armata israeliană a învățat repede (și uneori cu pierderi grele) să utilizeze cu maximă eficiență blindatele sale. Pentru a compensa inferioritatea sa cantitativă, și-a modernizat constant blindatele sale pentru a restabili echilibrul față de armatele arabe.
Dar, din anii 1960, a devenit tot mai clar pentru statul evreu că această abordare nu mai putea dura, în parte din cauza apariției unor noi tancuri în armatele țărilor arabe, cum ar fi T-62 cu tun de 115 mm de mare viteză. Prin urmare, Israelul a căutat să dezvolte un tanc nou, cu adevărat modern, cu care să se doteze în număr mare.

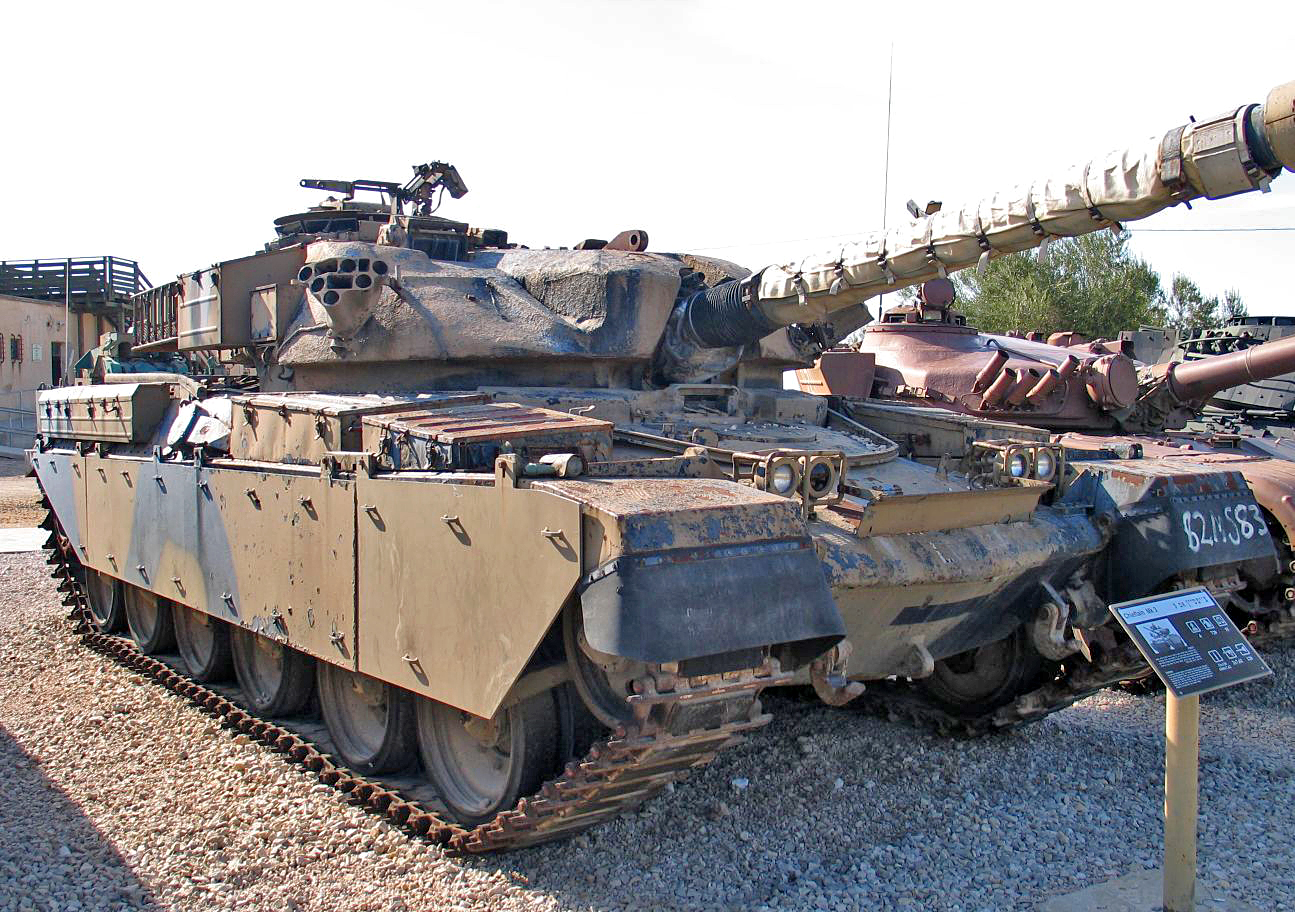
Tanc britanic Chieftain

Oportunitatea a venit în 1966, când Marea Britanie căutat un partener pentru a finaliza dezvoltarea tancului său Chieftain. Timp de trei ani, inginerii israelieni au participat la dezvoltarea acestui tanc. Cu toate acestea, o presiune puternică din partea țărilor arabe au determinat Marea Britanie ca în 1969 să rezilieze contractul, care presupunea ca la finalizarea proiectului să livreze tancuri Israelului.
Guvernul israelian a decis în 1970 să lanseze un program complet de proiectare și fabricare a unui tanc israelian. Acest program a condus la proiectarea tancului Merkava, care a fost folosit în principal pentru operațiunile israeliene din Liban în 1982.

## Dezvoltare
În anul 1965 Israelul a început cercetările și dezvoltarea tancului propriu  "Sabra"  (a nu se confunda cu tancul Sabra, un model ulterior, aflat în prezent în serviciu).
Inițial Israel și Marea Britanie au colaborat la fabricarea tancului Chieftain care a intrat în serviciul Armatei Britanice în 1966. Cu toate acestea, Marea Britanie din motive politice a decis să nu vândă Israelului acest tanc.
Israel Tal, care a fost comandant de brigadă după Criza Suezului, a repornit planurile de fabricare a unui tanc de producție israeliană pe baza experienței Războiului de Iom Kipur din 1973, în care forțele israeliene erau numeric inferioare față de armatele arabe atacatoare.
Până în 1974 s-au întocmit primele proiecte și s-au construit primele prototipuri.
Tancul a intrat oficial în dotarea armatei israeliene în decembrie 1978, primele tancuri fiind livrate în aprilie 1979, aproape după nouă ani după ce s-a luat decizia cu privire la fabricarea tancului.

## Caracteristici generale

### Putere de foc
Tancul Merkava Mark I și Mark II au fost dotate cu tun de  105 mm M68. Mark III, Mark III Dor Dalet BAZ kassag, și Mark IV sunt dotate cu tun IMI 120 mm cu țeavă lisă.
Fiecare model Merkava are două mitraliere antiinfanterie de 7,62 mm. O altă caracteristică unică prezentă la fiecare model de Merkava, este mortierul de 60 mm care se poate încărca în interior și se poate trage cu el din interior.

### Mobilitate
Viteza maximă a tancului Merkava IV este 64 km/h.
Tancul are o putere de 1.500 cai putere, are motor turbocompresor diesel.

### Protecție
Prioritatea tancului Merkava este crearea condițiilor de supraviețuire a echipajului.
Merkava este protejată de un blindaj compozit dezvoltat de Israel. Modelele avansate includ blindaj modular, care permite echipajelor să înlocuiască numai partea deteriorată. Pentru reglarea suplimentară a protecției suplimentare, pot fi instalate module suplimentare pentru blindaj înclinat. Sistemele automate și mecanice servesc ca un al doilea strat de apărare al echipajului, în cazul în care blindajul principal este străpuns. Muniția este stocată în recipiente ignifuge pentru o mai mare protecție și pentru a reduce riscul de explozie a munițiilor atunci când sunt lovite.
Merkava Mk 4M este echipat cu sistemul de protecție activă Trophy, numit "Windbreaker" (מעיל רוח în ebraică). Trophy APS este un sistem de apărare puternic, dezvoltat de israelieni.

## Merkava Mark I

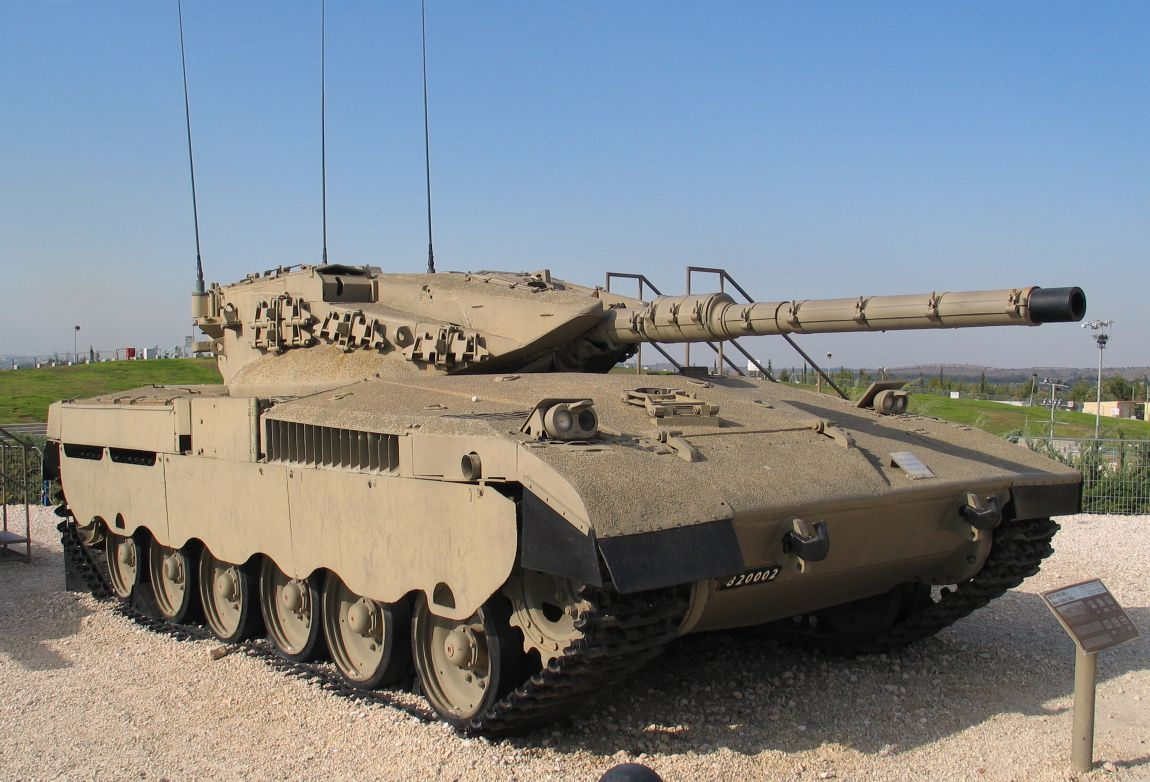
Merkava Mark I la Yad La-Shiryon.

## Merkava Mark II

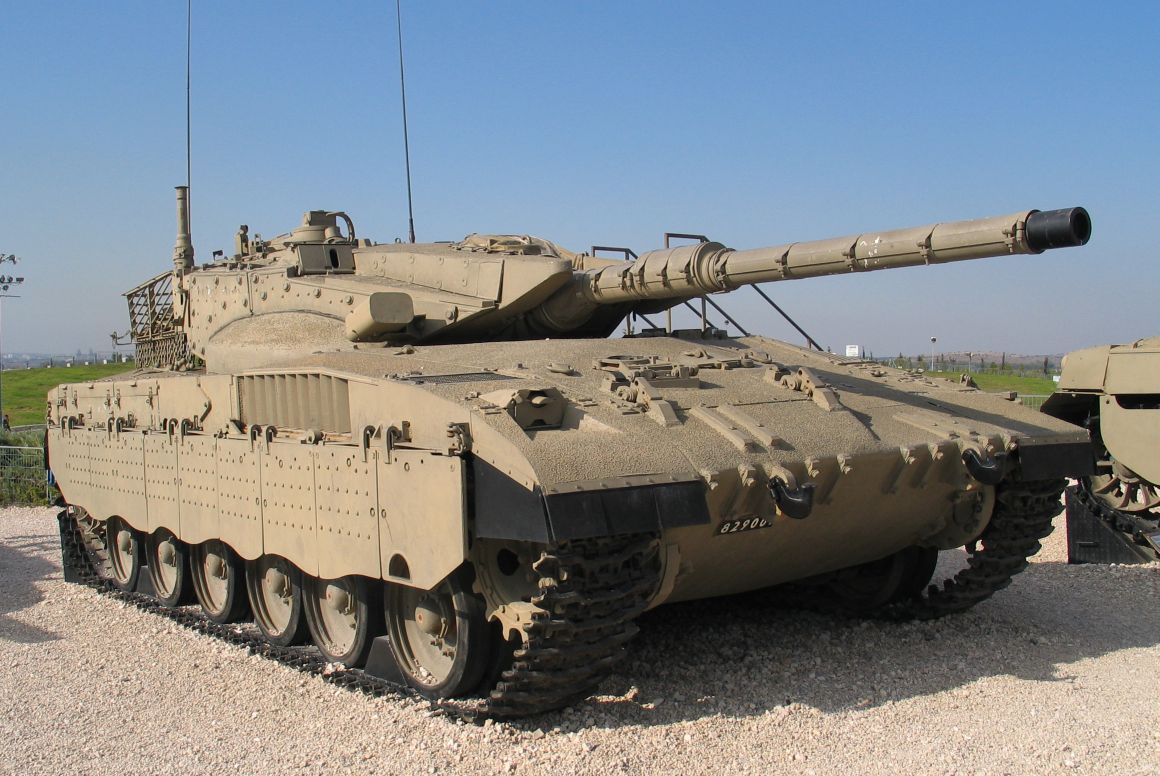
Merkava Mark II

## Merkava Mark III

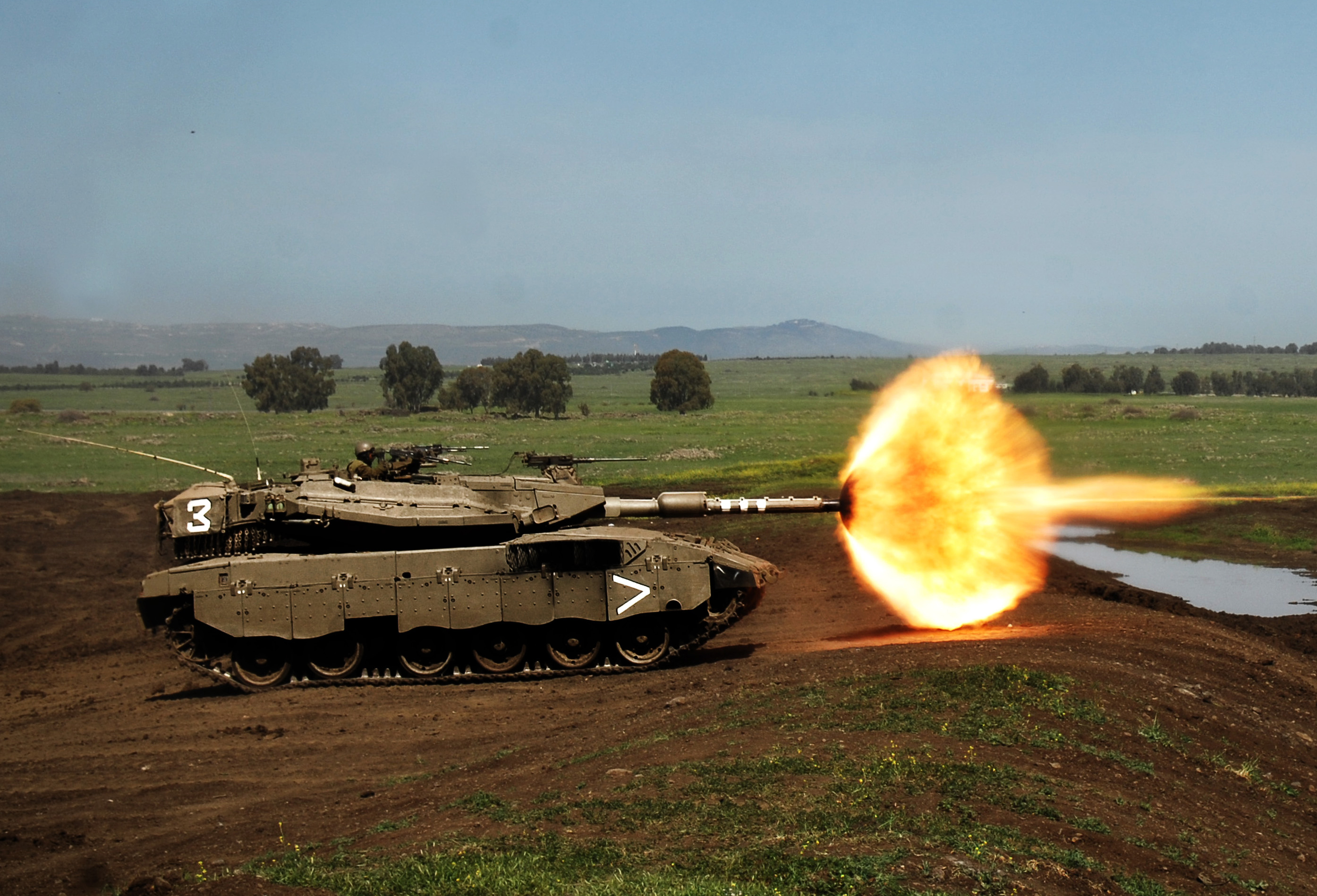
Merkava IIId Baz trage cu sistemul de conducere al focului Baz

## Merkava Mark IV

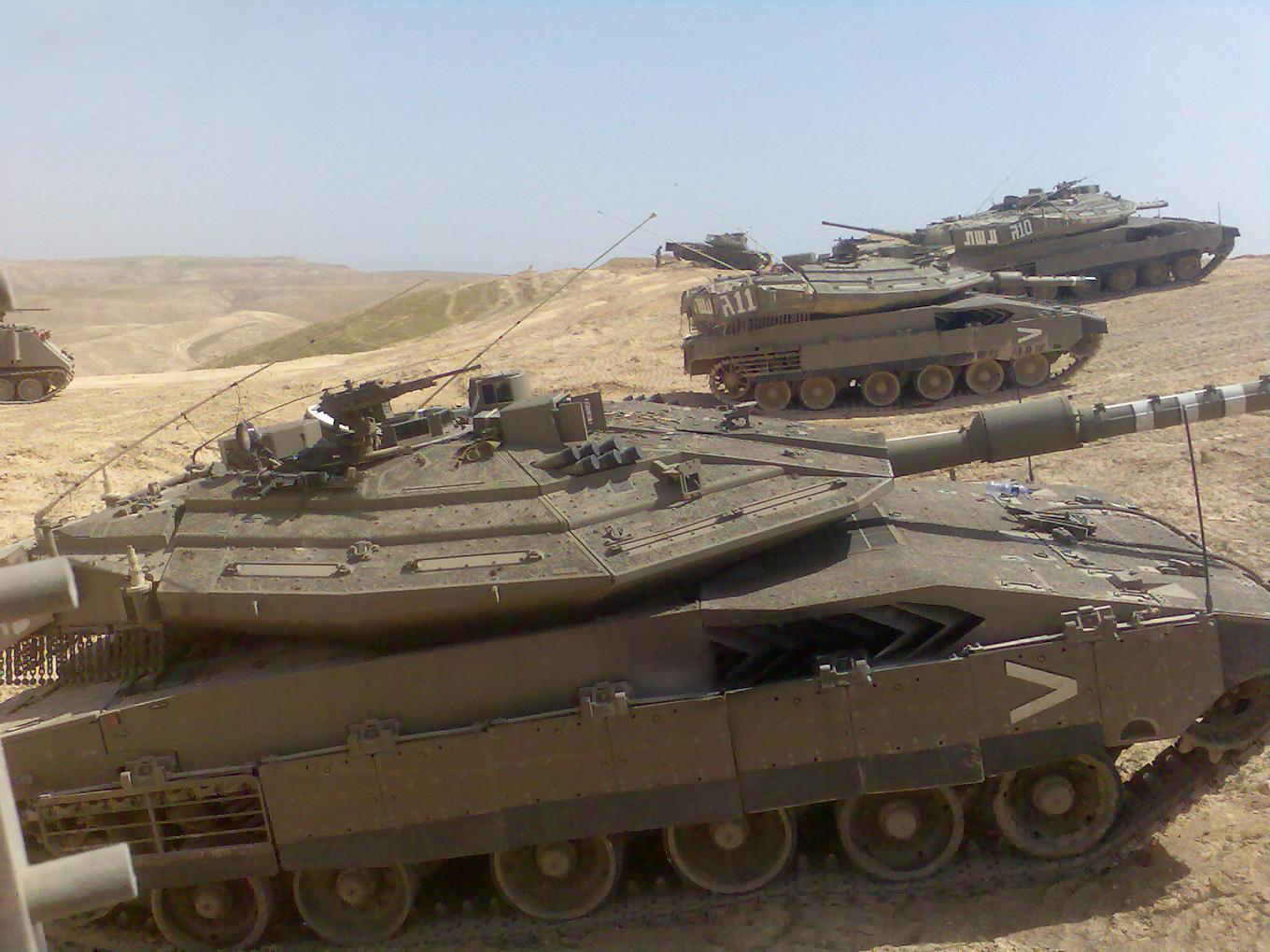
Merkava Mark IV

Mk IV a intrat în serviciu la 24 iunie 2004 ca o versiune ameliorată al lui Mk III.
Tunul lui de 120 mm poate să tragă muniții de mare putere cum ar fi APFSDS-FS sau noua rachetă LAHAT. Încărcătorul este automat.
Sistemul de tir a fost de asemenea îmbunătățit cu un sistem nou de conducere a focului cu care este capabil să doboare elicoptere cum sunt de exemplu elicopterul francez Gazelle, sau elicopterul rusesc Mil Mi-24 ambele folosite de vecinii arabi, calculator balistic, sistem de observare zi/noapte, sistem de stabilizare rapidă a tunului.
Mk IV este echipat cu un nou sistem de comunicare și de gestionare a câmpului de luptă.
Mk IV a fost proiectat pentru în așa fel, încât reparațiile să fie rapide și ieftine. Este dotat cu armură modulară care poate fi reparată și schimbată ușor.
Prețul unui tanc este de 4,5 milioane de dolari, preț semnificativ mai mic ca în cazul altor tancuri din această categorie.

## Merkava în cel de-al doilea război din Liban
Marc Chassillan (expert de blindate francez), a făcut un bilanț ansamblu a utilizării tancului Merkava. Au fost lovite cincizeci și două tancuri Merkava 4, din care cincizeci de rachete anti-tanc și două de dispozitive explozive improvizate, ambele fiind distruse. Din cele cincizeci de tancuri lovite de rachete douăzeci și doi au fost penetrate de rachete și doar trei au fost efectiv distruse. Aceasta reprezintă doar un tanc distrus de zece lovite.
Tancurile lovite au transportat aproximativ două sute douăzeci de oameni, iar numărul morților a fost de douăzeci și trei, 10% dintre oamenii expuși tirului inamic.
Aceste cifre pot fi considerate ca fiind relativ scăzute, comparând cu diferite conflicte anterioare.
De asemenea, trebuie remarcat faptul că Merkava-4 a rezistat mai bine la lovituri decât generațiile mai vechi.

## Legături externe
- Merkava Mk 4 at Army-technology.com
- Merkava Mk 3 at Army-technology.com
- Merkava Mk 3 LIC at Defense-Update
- Merkava Mk 4 at Defense-Update
- Continued evolution at Defense-Update
- Merkava Mk 1,2,3,4 at War Online.
- The Armor Site! page on Merkava
- Complet liste of Merkava tank Arhivat în 2 noiembrie 2013, la Wayback Machine.
- Israeli-Weapons.com Merkava Page Arhivat în 1 ianuarie 2007, la Wayback Machine.

External media
- Joel Chasnoff, "The 188th Crybaby Brigade: A Skinny Jewish Kid from Chicago Fights Hezbollah--A Memoir", 2010

Legături video
- Merkava Mk4 interior video pe YouTube
- Merkava Mk3 promotional video pe YouTube
- God's Chariot  - A look at Israel's Merkava tank and the myth of Israeli military invincibility, al-Jazeera English, 2007